# Tabernaemontana eusepaloides
Tabernaemontana eusepaloides là một loài thực vật có hoa trong họ La bố ma. Loài này được (Markgr.) Leeuwenb. miêu tả khoa học đầu tiên năm 1984.